# Joe Rogan
Joseph Rogan (* 11. srpna 1967 Newark) je americký herec, moderátor, stand-up komik, aktivista za legalizaci marihuany a autor jednoho z nejpopulárnějších podcastů na světě. V České republice se vysílal jím moderovaný pořad Faktor strachu.

## Bojová umění
Během střední školy začal ve čtrnácti letech s karate, krátce nato přidal taekwondo a v 15 letech získal černý pás, čtyřikrát zvítězil v mistrovství státu Massachusetts a v 19 letech vyhrál také celoamerický šampionát. K taekwondu ještě na střední škole přidal kickbox a ve dvaceti ještě judo. V roce 1996 začal trénovat brazilské Jiu-Jitsu.

## Média a showbusiness

### Televizní seriály
V roce 1994 si zahrál jednu z hlavních postav v televizním seriálu z prostředí baseballu Hardball. O rok později se objevil jako vedlejší postava v seriálu NewsRadio z prostředí newyorského radia. V roce 1997 si zahrál v seriálu Třeba mě sežer (Just Shoot Me) z prostředí redakce módního časopisu. Ve stejném roce se vžil do role módního fotografa Bruce Testonese (Bruce Testones, Fashion Photographer) v podobě krátkého satirického videa.
V roce 2001 se mu podařilo dostat se do role moderátora televizní soutěže Faktor strachu (Fear Factor), ve které soutěží musejí plnit úkoly, jež otestují jejich odvahu a pro jejichž splnění je potřeba překonat strach a různé fobie. Tato soutěž se stala relativně úspěšnou a známou, odvysílalo se cca 150 epizod a Rogan se dostal nejvíce do povědomí lidí právě díky ní.
Joe Rogan o své televizní a filmové kariéře mluvil i ve svém vlastním podcastu. Seriál Hardball hodnotí jako dobře napsaný, ale později vlivem rozhodnutí „shora“ do něj bylo zasahováno takovým způsobem, který v něm zničil veškerou komediálnost. Rogana to frustrovalo a proti těmto změnám se ostře ohrazoval. Teprve s odstupem času se dověděl, že byl kvůli tomu hodně blízko vyhození. Na zkušenost s NewsRadio vzpomíná naopak v dobrém, to, že byl obsazen, popisuje jako velké štěstí; a s některými hereckými kolegy z tohoto seriálu se stýká. Pro tento seriál musel (v rámci své dohody s Disney) projít několik hodin herecké průpravy. Období mezi roky 1997 a 2001 hodnotí jako ne příliš úspěšné. O Faktoru strachu si myslel, že bude velmi rychle zrušen, takže si ho chtěl „užít“ – tím, že v tomto období býval pod vlivem marihuany – ale ne natolik, aby se nechal vyhodit, protože za moderování této soutěže byl slušně placen. Sám sebe považuje za celebritu kategorie C.

### Filmy
Do filmů určených na plátna kin se Joe Rogan dostává sporadicky a jako vedlejší postava od roku 2010.
- 2010: Venus & Vegas
- 2011: Ošetřovatel
- 2012: Profesor v ringu
- 2017: Bright

### Komentování bojových sportů
V jednadvaceti letech Rogan závodní kariéru kickboxu a bojových sportů obecně opustil – pro častá zranění hlavy a z obav z dlouhodobých následků, které tyto kontaktní sporty přinášejí.
Zhruba o dekádu později se stal komentátorem soutěží v bojových uměních Ultimate Fighting Championship (UFC). Ve svém podcastu řekl, že viděl tisíce hodin zápasů z UFC a podobných přenosů. Příležitostně komentoval i wrestling.
V letech 2014, 2016 a 2018 spolupracoval s EA Sports, kdy propůjčil svůj hlas sérii počítačových her EA Sports UFC, UFC 2 a UFC 3.
Mezi lety 2011 a 2017 získal šest cen osobnost roku v MMA.

### Stand-up comedy
Poprvé zkusil Rogan stand-up comedy v roce 1988 – vedla ho k tomu touha si to zkusit a též „zlatá éra stand-upu“, která podle něj trvala v první polovině 80. let. Vystupoval v různých klubech v New Yorku, později jezdil na turné po Spojených státech. Sám říká, že mu stand-up comedy dala v životě směr, který do té doby neměl.
| Rok  | Název                            | Formát                         |
| ---- | -------------------------------- | ------------------------------ |
| 2000 | I'm Gonna Be Dead Someday ...    | CD                             |
| 2000 | "Voodoo Punanny"                 | CD single                      |
| 2001 | Live from the Belly of the Beast | DVD                            |
| 2006 | Joe Rogan: Live                  | DVD                            |
| 2007 | Shiny Happy Jihad                | CD                             |
| 2010 | Talking Monkeys in Space         | CD, DVD                        |
| 2012 | Live from the Tabernacle         | Online                         |
| 2014 | Rocky Mountain High              | Comedy Central special, online |
| 2016 | Triggered                        | Netflix                        |
| 2018 | Strange Times                    | Netflix                        |
| 2024 | Burn the Boats                   | Netflix                        |

### Joe Rogan Experience
Joe Rogan vysílá vlastní podcast (Joe Rogan Podcast, Joe Rogan Experience nebo Powerful JRE). Je ve formě rozhovoru se zajímavými osobnostmi, ve kterých se jich vyptává na pole jejich expertízy, osobní život, zázemí, ze kterých vycházejí, úhly pohledu. Doposud (léto 2020) jich odvysílal přes 1550. Jednotlivé epizody točí téměř každý den a jsou poměrně dlouhé (typicky 2–3 hodiny). Rogan si občas vybírá i kontroverzní osobnosti, nezávisle na zastánce té které teorie, názory na témata, jež rozdělují americkou společnost, či politické inklinaci (zastánce levice i pravice). Formát podcastu je prostý – nezávazná konverzace s daným hostem na různá témata – většinou začíná o jeho osobě nebo oborem, ve kterém vynikl(a), nebo úspěchy, které dosáhl(a), často se ale stočí k obecným filozofickým debatám nebo komentování nedávných událostí ve Státech nebo ve světě (s tím, že se Rogan často 'zdrží' na jemu blízkých tématech: bojové sporty/sport obecně/zdravý životní styl, divoká zvířata a lov, marihuana, DMT a spiritualita). Podcast vydává jako audio i video a pomáhá mu s ním technik (Jamie), který řídí nahrávání, zvuk, on-line střih. Čas od času si Rogan od něj nechá některé věci vyhledat on-line a zobrazit v reálném čase: např. potvrzení pravdivosti výroku svého hosta, ilustrující obrázek nebo video k právě probíranému tématu nebo informace a další detaily k věci, které si Rogan nebo jeho host chtějí upřesnit nebo uvést na pravou míru, když si jimi nejsou úplně jisti. Podcasty mají vlastní stránky, ale současně jsou uploadovány na Youtube a Spotify. Podle atraktivity hosta mají relativně velkou sledovanost (typicky stovky tisíc až jednotky milionů zhlédnutí). V roce 2019 byl nejsledovanějším podcastem Joe Rogana na YouTube rozhovor s Elonem Muskem (přes 26 mil. zhlédnutí). Jeho hosty pocházejí z mnoha odvětví – vědci, historici, spisovatelé faktu i beletrie, sportovci, komici, herci, youtubeři, celebrity. Z těch slavnějších si s ním povídali např. Robert Downey Jr., Miley Cyrus, Mike Tyson, Lance Armstrong nebo Edward Snowden.
V květnu 2020 Rogan podepsal smlouvu se Spotify o přesunutí jeho podcastu exkluzivně na tuto platformu (a odstranění z ostatních, včetně YouTube k 1. říjnu 2020). Smlouva, která neupravuje, jak bude Rogan dál vést svůj podcast, byla podepsána na „více let“ a celková suma za hostování jeho obsahu je 100 milionů dolarů. K tomu v Texasu získal vybavené studio. V polovině září nabídl jeho tým zorganizovat prezidentskou debatu mezi Donaldem Trumpem a Joem Bidenem vysílanou jako podcast. Trump nabídku přes Twitter přijal, Biden se k této konkrétní debatě nevyjádřil, pouze dříve obecně řekl, že by si v takových debatách přál ověřování faktů v reálném čase.

## Osobní život
Se svou manželkou, Jessicou Ditzel, má dvě dcery (2008 a 2010). V říjnu 2019 řekl, že je bratranec Gerarda Waye, hlavního vokalisty My Chemical Romance, přestože se nikdy nepotkali.